# Circleville Memorial Hall
Circleville Memorial Hall es un centro histórico comunitario y un monumento a los caídos en la guerra en la Circleville, una ciudad del estado de Ohio (Estados Unidos). Construido en los años posteriores a la Guerra Civil para recordar a las víctimas de la guerra, ha sido nombrado sitio histórico.

## Historia
En 1871, la legislatura estatal ordenó fomentar la construcción de monumentos conmemorativos de la Guerra de Secesión. La nueva ley permitió a los condados de Ohio reunir dinero para la construcción de monumentos conmemorativos, y permitió la construcción del monumento del condado de Pickaway en Circleville 20 años después. Además de servir como un monumento de guerra, el edificio ha proporcionado espacio para varias actividades comunitarias: la biblioteca pública de la ciudad se ha alojado durante mucho tiempo en el primer piso, mientras que ningún salón de reuniones en la ciudad es más grande que el de los pisos superiores del Memorial Hall.
Con tres pisos de altura, Memorial Hall es un edificio de ladrillo con cimientos de piedra y elementos adicionales de ladrillo y piedra. El exterior de estilo románico richardsoniano, debido a elementos como los arcos de medio punto, la pesada construcción de mampostería y molduras de piedra alrededor de sus ventanas, sus columnas y una enorme torre de esquina. En el interior, el auditorio comunitario cuenta con un gran balcón en el tercer piso.
A finales de 1980, Memorial Hall fue incluido en el Registro Nacional de Lugares Históricos, calificando para su inclusión debido a su arquitectura histórica. 
En los últimos años, a través de fondos locales, donaciones y asignaciones de capital estatal, se han llevado a cabo varias renovaciones en el edificio, incluidas reparaciones en el techo, actualización del HVAC a estándares más modernos y reemplazo de ventanas exteriores que tenían goteras.